# Penn Sardin

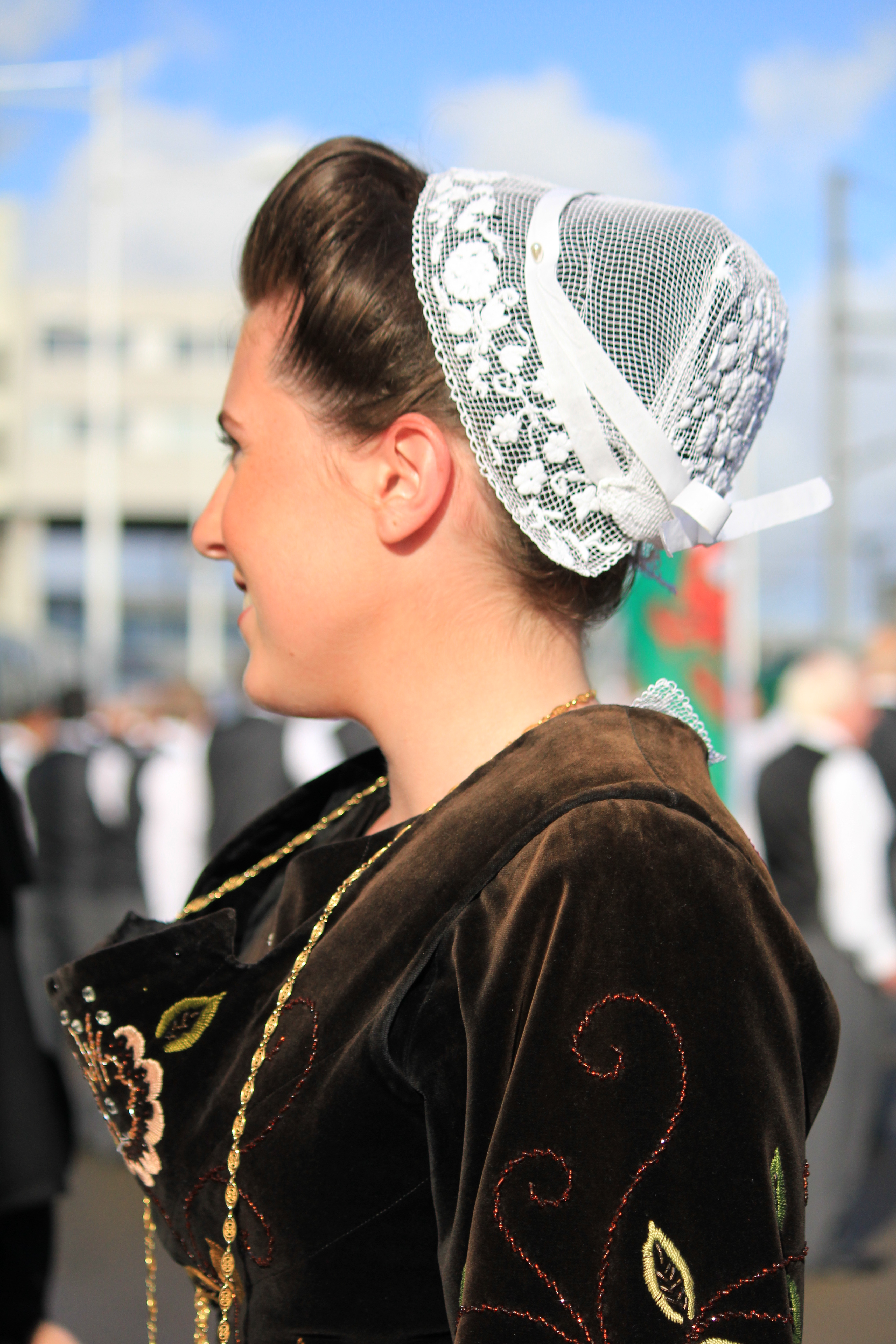
Coiffe de la région de Beuzec-Cap-Sizun.

Penn Sardin (« tête de sardine », au pluriel Pennoù Sardin) est le nom donné à la population de Douarnenez, en Bretagne en France, depuis au moins le XVIIIe siècle. Par extension il deviendra également celui de la coiffe des femmes de ce port de pêche ayant pris de l'importance au XIXe siècle et au début du XXe siècle grâce à ce petit poisson bleu.
Au début du XXe siècle, cette coiffe enserre une partie de la chevelure qui orne le front et, dans la plupart des communes, également la nuque. Elle est posée sur des bonnets qui permettent de coiffer la chevelure. Deux au minimum, et parfois trois, avec toujours un blanc au contact de la tête et un noir sous la coiffe pour mettre en valeur les broderies blanches. Cependant dans la presqu'île de Crozon, c'est un simple ruban sombre qui permet de préparer la chevelure, sauf pour les femmes âgées.
Le remplacement de l'outil industriel de la presse à sardine par la conserve au milieu du XIXe siècle, va demander l'emploi d'une main d'œuvre importante, multipliant la population portuaire. Les filles des nouvelles familles venues de la campagne et notamment du cap Sizun porteront la coiffe et le costume traditionnel des ports de pêche de Douarnenez puis d'Audierne. Pour être plus à l'aise, les ouvrières d'usine  diminuent la taille des ailes de la coiffe, puis la suppriment.
Cette coiffe est également présente dans les communes environnantes, associée tantôt avec le costume du milieu maritime, tantôt avec celui du milieu rural (Ploaré, Tréboul, Pouldavid sur mer, Le Juc'h, Poullan-sur-Mer  Esquibien, Plouhinec.) Cette coiffe est également portée mais de manières différentes dans d'autres secteurs:
- dans les cinq communes occidentales de la presqu'île de Crozon ;
- Pont Croix et la partie Est de Beuzec Cap Sizun ;
- dans les ports de Sainte-Marine et de l'Île-Tudy (en pays Bigouden) et de Concarneau (en pays Giz Fouen).

C'est la seule coiffe bretonne qui n'est pas attachée à un terroir groupé, mais qui est présente sur plusieurs territoires.

## Domaine

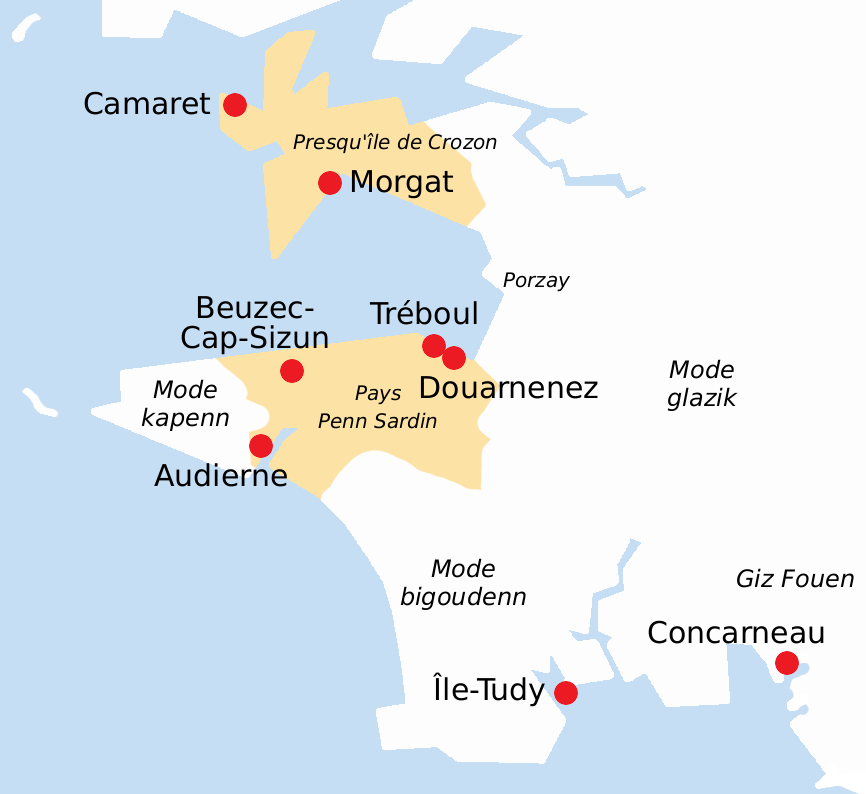
Domaine de la coiffe penn sardin.

L'ethnographe René-Yves Creston relève, pour l'année 1939, une implantation de la coiffe penn sardin dans les communes suivantes :

### Pays Penn Sardin (de Douarnenez à Audierne)

#### Dans le canton de Douarnenez
- Poullan-sur-Mer.
- Douarnenez, ainsi que trois communes qui lui seront rattachées en 1945 :
  - Tréboul ;
  - Ploaré, avec quelques restes glazik ;
  - Pouldavid.
- Pouldergat[5].

#### Dans le canton de Pont-Croix
- La plus grande partie de Beuzec-Cap-Sizun, avec des restes kapenn à l'ouest.
- Meilars (qui deviendra Confort-Meilars en 2001), avec quelques restes glazik au sud.
- Le nord-est d'Esquibien, avec des restes kapenn[6].
- Pont-Croix[7].
- Une grande partie d'Audierne, avec des restes kapenn au sud-ouest.
- La plus grande partie de Plouhinec, avec des restes kapenn et, au sud, des infiltrations bigoudènes.
- Les deux-tiers nord de Mahalon (avec des restes glazik au centre), le tiers sud étant bigouden[8].

#### Dans le canton de Plogastel-Saint-Germain
- La moitié nord de Guiler-sur-Goyen (la moitié sud est bigoudène).
- Une petite partie nord de Landudec (la plus grande partie de la commune est bigoudène)[9].

### Presqu'île de Crozon
Le domaine penn sardin de la presqu'île de Crozon comprend les cinq communes occidentales du canton de Crozon :
- Roscanvel
- Camaret-sur-Mer
- Crozon
- Lanvéoc
- Telgruc-sur-Mer[10]

### Pays Bigouden
Le port de Sainte Marine
Le port de l'Île-Tudy
Le port de Kérity à Penmarc'h dont les femmes portent la coiffe Poch Flak, une variante de la Penn Sardin.

### Concarneau
Le port de Concarneau constitue une enclave penn sardin en pays Giz Fouen. Seul le centre-ville, proche du port, est penn sardin : Beuzec-Conq et Lanriec (communes qui seront rattachées à Concarneau respectivement en 1945 et 1959) sont giz fouen.

## Histoire
Les conserveries commencent à s'implanter à Concarneau en 1851, à Tréboul (à côté de Douarnenez) en 1853 et à l'Île-Tudy en 1857.

### En 1850
En 1850, le territoire situé au nord du pays Bigouden se partage entre mode kapenn et mode glazik (dans le pays Glazik, l'homme est surnommé Glazik, et la femme Bourledenn ou Borledenn). En effet, à cette époque, la mode glazik s'étend jusqu'à Poullan-sur-Mer, Meilars et Mahalon voisinant avec la mode kapenn. Cette dernière couvre le canton de Pont-Croix, à l'exception du centre de cette commune où se porte la pomponne, de Meilars et de Mahalon. La brugerez, dont parle Hyacinthe Le Carguet est la forme ancienne de la kapenn.
La coiffe portée à Douarnenez et probablement dès cette époque à Audierne, Crozon ou Concarneau est déjà différente, notamment par la forme de son fond. De plus elle présente deux longues bandes pliées en deux qui descendent sur le buste et que l'on nomme entendements en français et chinkellou en breton.
En 1843 H. Lalaisse dessine dans ses croquis deux femmes portant cette coiffe. Les chinkellou de la  plus jeune sont plus courts et sont suspendus au-dessus de la nuque. L'évolution est en marche.

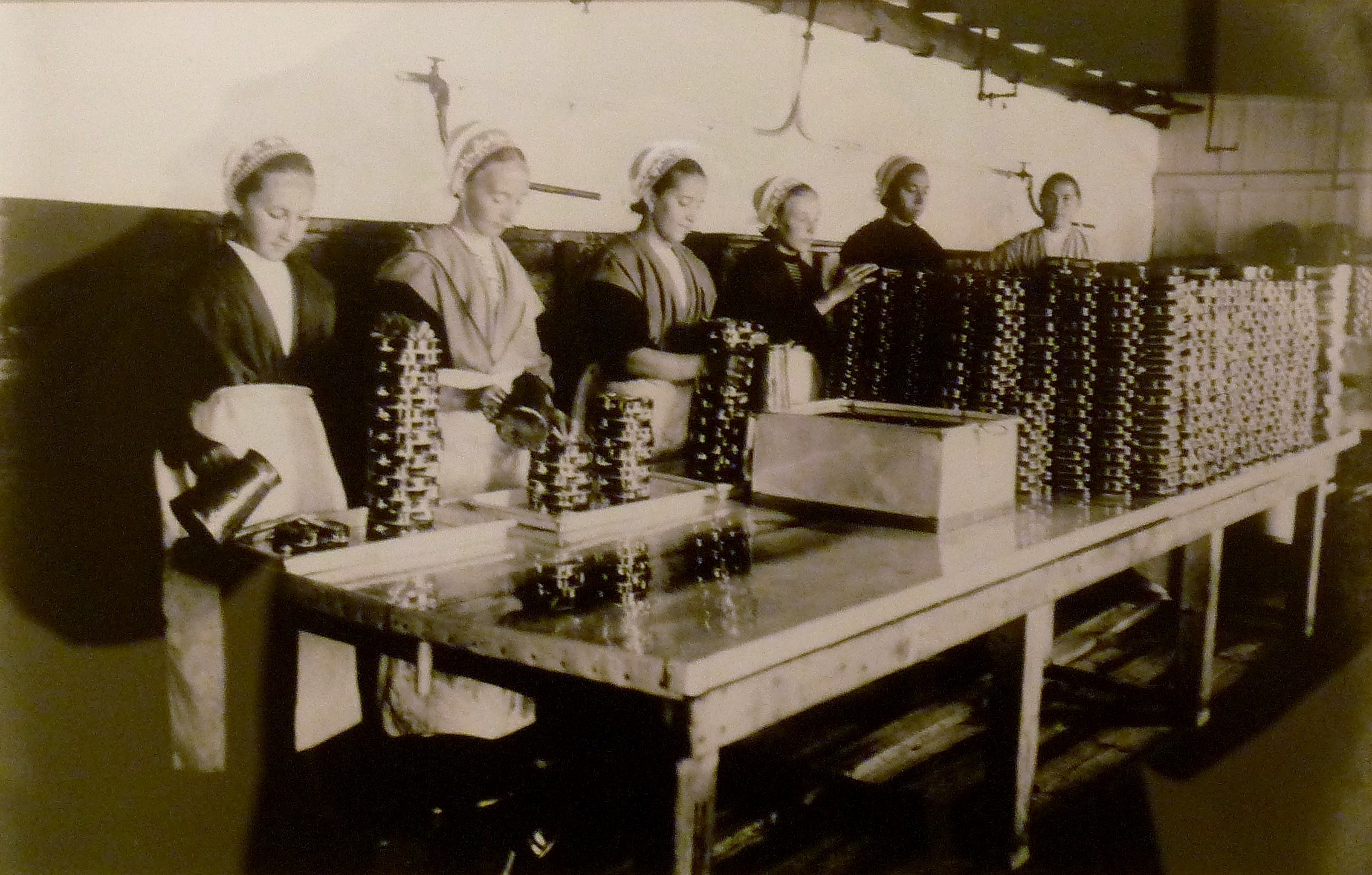
Ouvrières remplissant des boites d'huile dans une conserverie de Douarnenez, début du XXe siècle

En 1853, Douarnenez est le premier port sardinier de France. Cette année-là, une première usine de conserve ouvre à la pointe de Tréboul. Douarnenez compte trois conserveries en 1860, et près de 30 en 1880.

### Dans la presqu'île de Crozon
Dans la presqu'île de Crozon, les conserveries commencent à s'implanter à Camaret en 1870, et à Morgat en 1872. Ici, au contraire du territoire situé entre Audierne et Douarnenez, les entendements de la coiffe se nomment sparlou se portent différemment et la coiffe  est appelée la penn maout.

### «La grande grève»

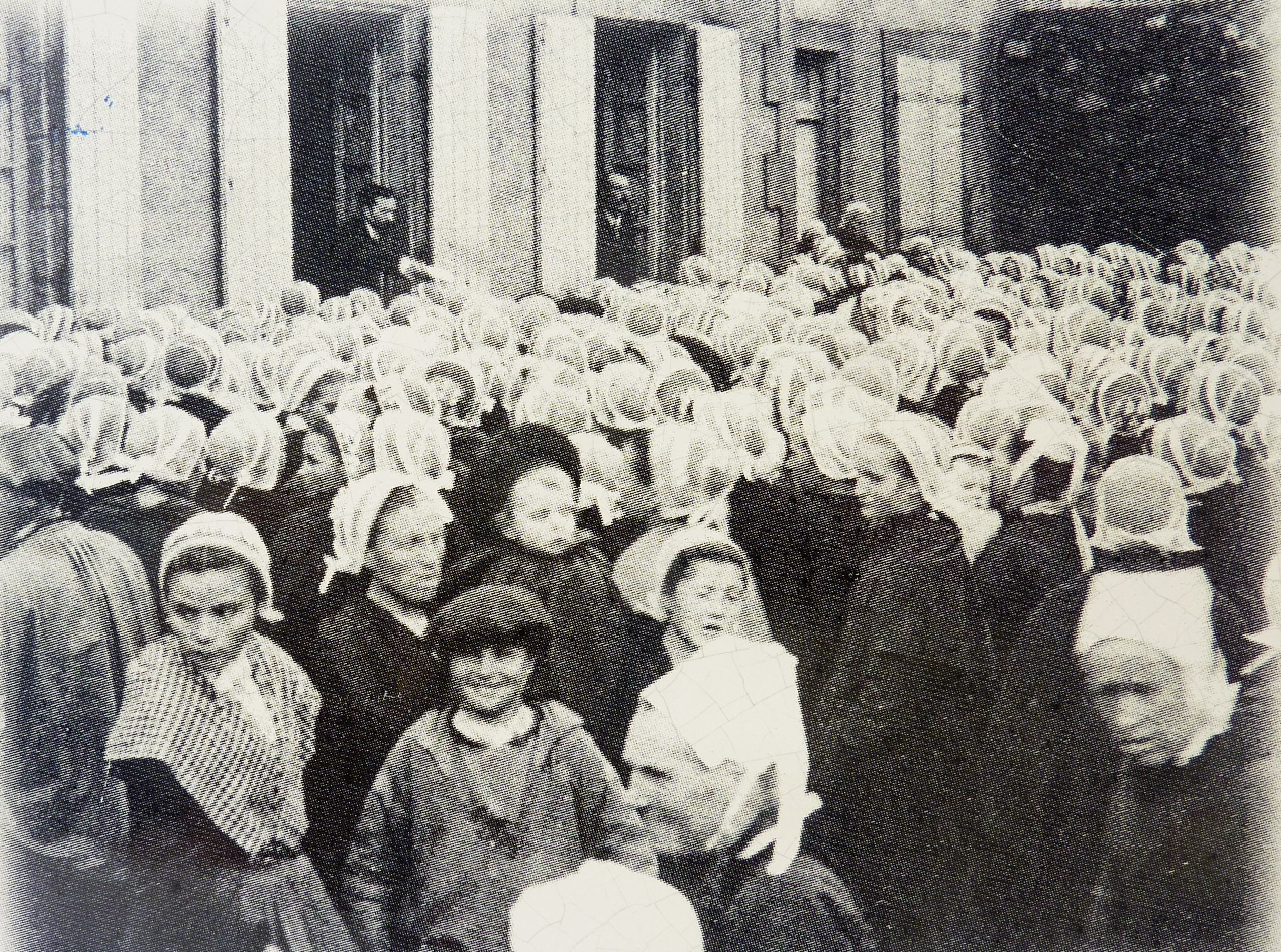
Distribution de vivres à la mairie de Douarnenez, lors de la crise sardinière de 1903. Quelques coiffes borlédenn se mêlent aux coiffes penn sardin, indiquant l'origine campagnarde de celles qui les portent..

Les femmes d'usine, dit Jean-Michel Le Boulanger, « ont écrit des pages parmi les plus belles de l'histoire de Douarnenez. La ville leur doit beaucoup… » Les Penn Sardin de Douarnenez ont déjà fait grève en 1905 pour obtenir d'être payées à l'heure, et non plus au cent de sardines. La grève de 1924, « la grande grève », porte sur une revalorisation du salaire.
Cette année-là, Douarnenez compte 21 usines de conserve. Les ouvrières, qu'elles aient 12 ou 80 ans, gagnent 16 sous de l'heure. Elles travaillent en principe dix heures par jour, mais parfois jusqu'à 72 heures d'affilée. Les patrons ignorent la loi des huit heures de 1919. Les heures passées à l'usine dans l'attente du poisson ne sont pas payées, les heures supplémentaires ne sont pas majorées, les heures de travail de nuit (en principe interdit pour les femmes) ne sont pas majorées. Les revendications vont porter sur tous ces points.
La grève commence le 21 novembre dans une fabrique de boîtes. Elle s'étend le 25 à toutes les usines du port. Les 1 600 femmes (sur 2 100 grévistes) sont chaque jour en première ligne des manifestations, au cri de « Pemp real a vo ! » (« Cinq réaux ce sera », c'est-à-dire 25 sous, ou 1,25 franc). Les patrons sont intraitables. Et les choses s'enveniment dans la deuxième quinzaine de décembre lorsqu'ils font appel à 16 « jaunes » (briseurs de grève), recrutés dans une officine spécialisée de la rue Bonaparte, à Paris. Le préfet destitue le maire communiste, Daniel Le Flanchec. La grève « déborde Douarnenez. Elle devient un enjeu national. » Le 1er janvier 1925, au débit L'Aurore, les jaunes tirent plusieurs coups de feu sur Le Flanchec, l'atteignant à la gorge, blessant grièvement son neveu et touchant quatre autres personnes.
On apprend que deux conserveurs, Béziers et Jacq, ont remis aux jaunes la somme de 20 000 francs (l'équivalent de 25 000 heures de travail de leurs ouvrières). Ils risquent la cour d'assises. Le préfet menace de porter plainte contre le syndicat des usiniers. Le 7 janvier, ce dernier pousse à la démission ses membres les plus durs. Le 8 janvier, après 46 jours de grève, des accords sont signés : toutes les heures de présence à l'usine sont désormais payées, les femmes obtiennent un relèvement de leur salaire horaire à un franc, une majoration de 50 % des heures supplémentaires et de 50 % pour le travail de nuit ; aucune sanction pour fait de grève ne sera prise.
Considérée comme « exemplaire » par la CGTU, la grève des Penn Sardin marque une date dans l'histoire des luttes syndicales. La chanson Pen Sardin, écrite en 2004 par Claude Michel (1936-2023) leur rend hommage et est devenu un hymne de résistance repris dans les manifestations sociales.

### Joséphine Pencalet
À une époque où les femmes n'ont pas le droit de vote, quelques mois après la grande grève, le 3 mai 1925, une femme d'usine de Douarnenez, Joséphine Pencalet, est élue sur une liste du Parti communiste (SFIC). Elle est l'une des dix premières femmes de France élues conseillères municipales. Elle siège dans six conseils municipaux (aucun n'est invalidé), avant que le Conseil d'État n'invalide son élection.

### Déclin
Le port de la coiffe penn sardin décline fortement de 1925 à 1945, pour disparaître doucement dans les dernières années du siècle.

## Coiffe
Chaque secteur tient à affirmer son identité. La coiffe penn sardin de la presqu'île de Crozon diffère de celle de Douarnenez : les lacets sont plus larges et la cocarde en forme de nœud plat, sur la nuque, est plus importante, « dépassant largement la silhouette du visage ». Et la coiffe de Douarnenez diffère de celle de Concarneau. Cette dernière se porte avec un chignon très formé et un grand nœud, tandis que celle de Douarnenez est plus pointue et portée plus en arrière.
Pour les femmes du milieu maritime, la coiffe en usage pour les mariages, communions ou pour les jeunes filles désignées pour porter les enseignes paroissiales lors de processions religieuses, est la cornette formant deux volutes. Elle est présente depuis au moins le tout début du XIXe siècle. Les femmes de la campagne se marient avec la penn sardin dont les broderies sont plus élaborées que sur les coiffes habituelles et assorties à un petit col.

## Costume
Une différence de costume apparaît entre les femmes du milieu maritime et celles du milieu  rural de Douarnenez et d'Audierne. Dans la presqu'île de Crozon les deux corporations portent le costume du milieu maritime et dans la campagne de Concarneau c'est la mode giz fouen qui est portée, influençant dans ces techniques de décors les coiffes penn sardin et les cornettes de la ville close du port de pêche.

### Ouvrières
Le costume de travail des ouvrières se compose d'une coiffe, d'un chemisier, d'un petit châle court ou d'une pèlerine de grosse laine, d'une jupe de laine, et d'un tablier à bavette.
Le costume de fête se compose d'une coiffe, d'un corselet de soie ou de satin (de couleur), d'un grand châle noir brodé en mérinos fermé par un jabot de dentelle, d'une jupe de soie et d'un tablier de satin brodé.
Le costume d'ouvrière est porté dans la presqu'île de Crozon, à Audierne, dans la partie nord de Plouhinec, à Tréboul, à Douarnenez, à Pouldavid, à l'Île-Tudy, à Sainte Marine  et à Concarneau.

### Rurales
Les femmes des communes rurales ayant adopté la coiffe penn sardin ne portent ni le fichu ni le châle. Elles portent un ensemble gilet et au corselet orné de velours parfois décoré. Beuzec-Cap-Sizun, à Poullan, à Pont-Croix, à Meilars, à Mahalon, dans le nord de Landudec, à Pouldergat et à Ploaré.

## Dans les arts

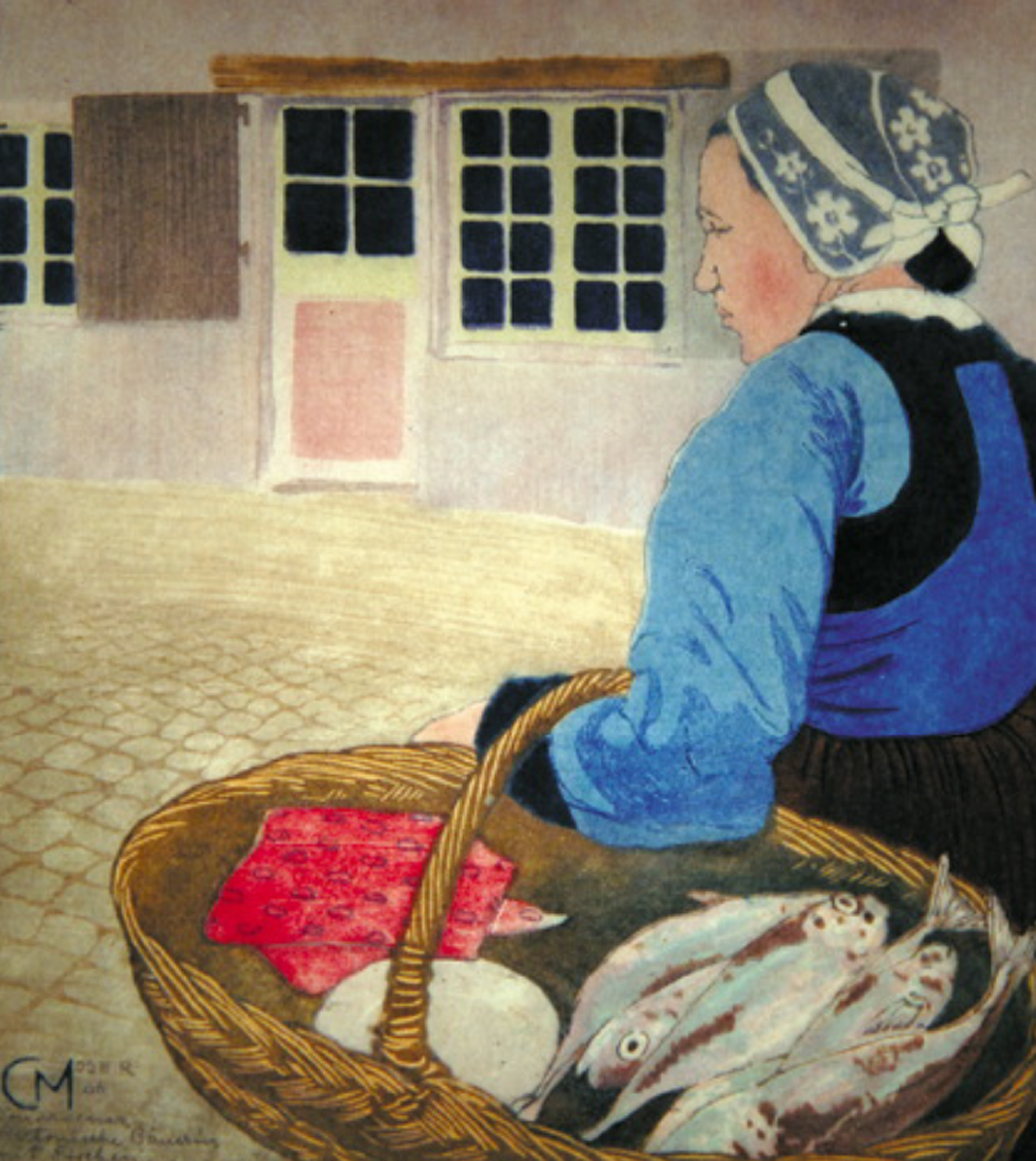
Une Penn Sardin de Carl Moser.

Le peintre autrichien Carl Moser (1873-1939) séjournait l'été dans le Finistère, notamment à Douarnenez et à Concarneau. Il a laissé de nombreuses représentations de Penn Sardin.

## Maintien des traditions
Le maintien de la tradition des costumes et des danses est assuré par les cercles celtiques.
- Le cercle Korollerien Kraon est fondé à Crozon en 1999[41].
- Le Cercle celtique des bruyères est fondé officiellement à Beuzec-Cap-Sizun en 1969. Il travaille avec le bagad Beuzeg ar C'hab, qui évolue en première catégorie de l'association Bodadeg ar Sonerion[42]. En 2012 et 2013, le Cercle celtique des bruyères est champion de Bretagne des cercles de première catégorie affiliés à la confédération War'l Leur[43]. Le costume masculin est celui des paysans de Beuzec au début du XXe siècle. Deux sortes de costumes féminins sont présentés :
  - costume des paysannes de l'entre-deux-guerres : coiffe penn-sardin, corsage avec manche (ar jiletenn) et corselet croisé sans manche (ar manchou). Ce costume est noir pour les dimanches, brodé et perlé pour les mariages ;
  - coiffe kapenn avec costume noir plus classique, non perlé[42].
- Le cercle Korriged Is est fondé à Douarnenez en 1944. Il est affilié à la confédération War'l Leur[38].
- Le cercle Glaziked Pouldregad est créé à Pouldergat en 1946. Comme le nom l'indique, le costume des hommes est bleu (glaz, en breton) : c'est le costume glazik de l'arrière pays de Douarnenez (Ploaré, Pouldergat, Pouldavid, Poullan). La coiffe des femmes est penn sardin[44].
- Le cercle Ar Rouedou Glas est fondé à Concarneau en 1945. Il présente un éventail complet des modes concarnoises des années 1900 aux années 1930 :
  - la mode maritime du centre ville : pour les hommes, vareuse de marin en coton, pantalon de coton et grand béret ; pour les femmes, coiffe penn sardin avec le costume de travail, ou coiffe cornette avec le costume de cérémonie ;
  - la mode paysanne 1900 des quartiers de Beuzec-Conq et de Lanriec, où les femmes portent la coiffe giz fouen[37].

## Parler

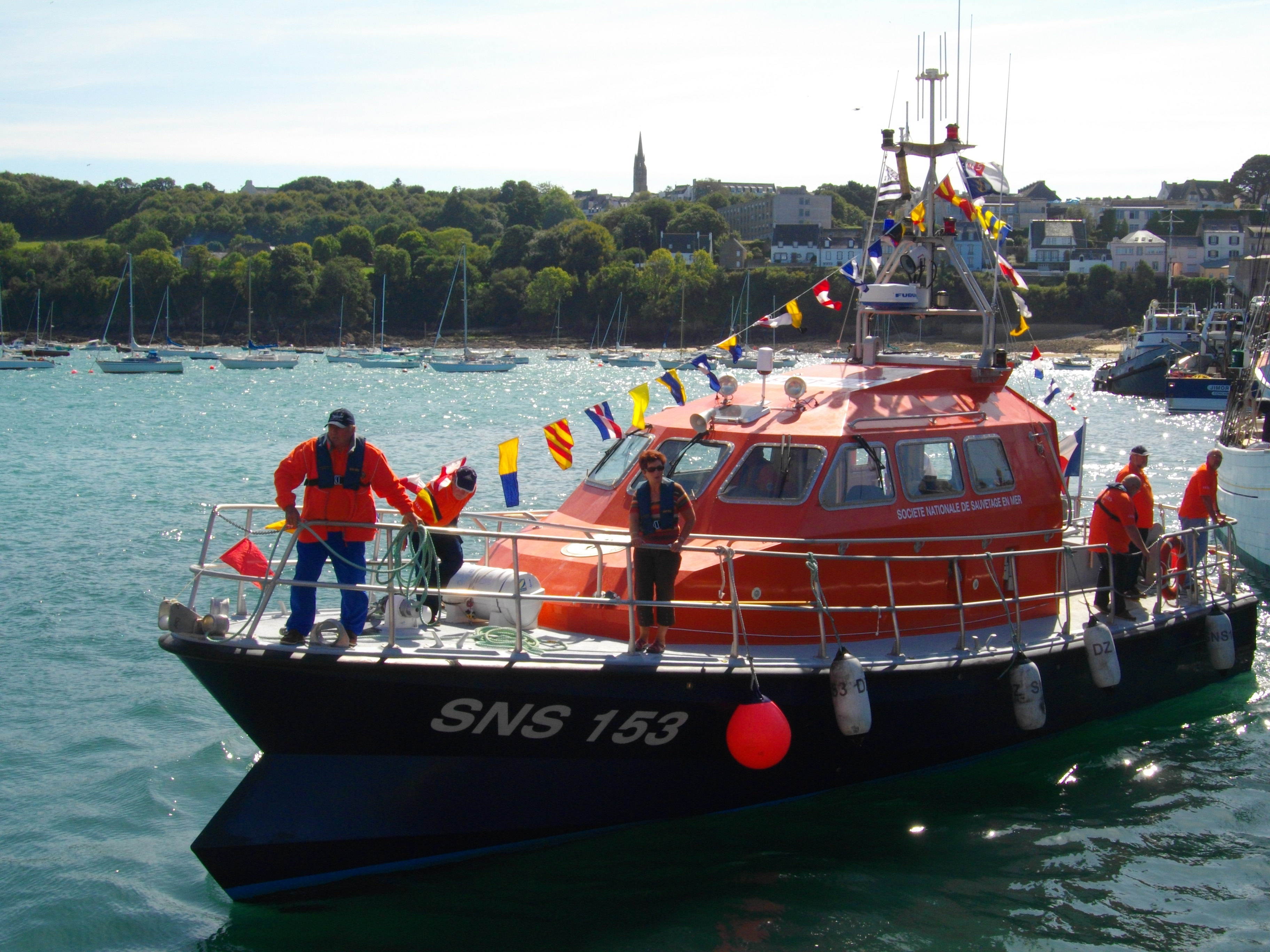
La vedette SNSM Penn Sardin.

Vers 1950, la grande majorité de la population du Finistère s'exprime en breton. Dans les ports, à Douarnenez, à l'Île-Tudy, à Concarneau, on parle un mélange très coloré de breton et de français (vocabulaire français avec la grammaire bretonne) que les Bigoudens appellent galleg menet (contraction de galleg merc'hed An Enez Tudi) : « français des femmes de l'Île-Tudy ». Le parler douarneniste est popularisé notamment par le recueil d'expressions de René Pichavant, Le Douarneniste comme on cause (1978) ; et par deux albums BD de Charles Kérivel, Du termaji chez les Penn-Sardinn’ (1978) et Le Bonnomig des Penn-Sardinn’ (1980).

## Hommage
Penn Sardin est le nom d'une vedette SNSM de 1re classe, basée à Douarnenez.

### Filmographie
- Marc Rivière, Penn Sardines, téléfilm, 2004. La grande grève des sardinières douarnenistes en 1924.
- Monsieur Loïc : Penn Sardin 1924 : les Bretonnes se soulèvent

### Discographie
- Marie-Aline Lagadic, Klervi Rivière, Le Chant des sardinières 2006, Coup de cœur du Prix Académie Charles Cros 2007. Quatorze chansons des usines de Cornouaille, de 1860 à 1960.